# Pawcatuck, Connecticut
Pawcatuck, Connecticut (енгл. Pawcatuck) насељено је место без административног статуса у америчкој савезној држави Конектикат.

## Демографија
По попису из 2010. године број становника је 5.624, што је 150 (2,7%) становника више него 2000. године.
| Група             | 2000.         | 2010.         |
| Белци             | 5.077 (92,7%) | 5.117 (91,0%) |
| Афроамериканци    | 41 (0,7%)     | 70 (1,2%)     |
| Азијати           | 116 (2,1%)    | 108 (1,9%)    |
| Хиспаноамериканци | 79 (1,4%)     | 153 (2,7%)    |
| Укупно            | 5.474         | 5.624         |